# 황금거탑
《황금거탑》은 2014년 7월 23일부터 2014년 10월 1일까지 방송된 tvN의 수요드라마이자 《푸른거탑》 시리즈 및 《푸른거탑 리턴즈》에 이은 거탑시리즈 마지막 작품이다. 전작인 군디컬 드라마《푸른거탑》시리즈의 주인공을 그대로 유지한채 농촌을 무대로 하여 농디컬 드라마를 컨셉으로 한다. 그리고 거탑시리즈가 대단원의 막을 내렸다.

## 기획 의도
많은 이들이 갖고 있는 농촌에 대한 아날로그적 환상을 비틀면서도, 그 속에 흐르는 끈끈한 사람의 정을 특유의 비장미로 유쾌하고 따뜻하게 그림.

## 등장 인물

### 주요인물
- 최종훈 : 최종훈 역

메산골 거탑 마을에서 평생을 살아온 원조 토박이이자 노총각.
- 이용주 : 이용주 역

도시에서 힘겹게 생활하다 1년동안 농촌에서 생활하면 농촌 대출을 받을 수 있다하여 귀농한 회사원
- 김재우 : 송재우 역

슬하에 딸 하나를 두고 있는 욱하는 성격의 마을 청년회장.
- 김호창 : 김호창 역

고시공부에 실패하고 귀농한 학구파 농업인. 성격은 푸른거탑 시리즈의 김상병과 마찬가지로 천하의 사이코.
- 백봉기 : 백봉기 역

돈 관계가 확실한 마을 슈퍼 주인.
- 정진욱 : 정진욱 역

김재우의 논밭을 빌려 농사짓는 소작농 .
- 황제성 : 황제성 역

중앙정부 입성을 꿈꾸는 거탑 마을 농촌 지도원.

### 그외 인물들
- 구잘 투르수노바 : 백봉기의 아내 구잘 역
- 배슬기 : 배슬기 역
- 한은서 : 송은서 역
- 샘 오취리 : 샘 오취리 역
- 이수정 : 이수정 역
- 김선화 : 김선화 역
- 송영재 : 송영재 역
- 이화영 : 송재우 모 역
- 이승미 : 송재우 딸 송승미 역
- 이상훈 : 이장 역

### 특별출연
- 양준혁 : 산적마을 체험객 역
- 손성윤 : 팔자(꽃뱀) 역
- 양해림 : 읍내식당소개팅녀 역
- 이준혁 : 이장 후보 역
- 박준면 : 이장 부인 역
- 전원주 : 백봉기 모 역
- 차유람 : 차유람(당구여신) 역
- 박일

## 시청률
- 미디어 리서치

| 회차        | 방송 일자       | AGB 닐슨 시청률 (전국) |
| ----------- | --------------- | ---------------------- |
| 1           | 2014년 7월 23일 | 1.185%                 |
| 2           | 2014년 7월 30일 | 0.822%                 |
| 3           | 2014년 8월 6일  | 0.732%                 |
| 4           | 2014년 8월 13일 | %                      |
| 5           | 2014년 8월 20일 | 0.668%                 |
| 6           | 2014년 8월 27일 | %                      |
| 7           | 2014년 9월 3일  | 0.823%                 |
| 8           | 2014년 9월 10일 | 1.006%                 |
| 9           | 2014년 9월 17일 | 0.584%                 |
| 10          | 2014년 9월 24일 | 0.587%                 |
| 11          | 2014년 10월 1일 | %                      |
| 평균 시청률 | 평균 시청률     | %                      |

## 같이 보기
- 푸른거탑
- 푸른거탑 제로
- 푸른거탑 리턴즈